# Nikola Ćirić (giocatore di football americano)
Nikola Ćirić (...) è un giocatore di football americano serbo, che gioca nel ruolo di defensive back per i Novi Sad Wild Dogs.